# Cardioglossa annulata
Cardioglossa annulata Hirschfeld, Blackburn, Burger, Zassi-Boulou & Rödel, 2015 è un anfibio anuro, appartenente alla famiglia degli Artroleptidi.

## Etimologia
L'epiteto specifico, annulatus, deriva da una versione latina di annulato, o che ha anelli, e si riferisce al pattern di colore degli arti posteriori della specie e alle loro strisce nere.

## Distribuzione e habitat
È endemica della Repubblica del Congo. È conosciuta dalla località vicino a Mayoko e Tsinguidi. La sua presenza è incerta nell'adiacente Gabon. Tutte le località si trovano nelle foreste pluviali di media quota ad altitudini comprese tra 634 e 744 m.